# Východní filozofie
Ve východních filozofiích se dá mluvit o filozofii jen v dost širokém slova smyslu a jsou to spíše školy moudrosti než filozofické proudy. Tyto školy jsou zároveň silně geograficky orientované na rozdíl od západních filozofických směrů, které jsou víceméně časově rozlišené. Způsob posuzování pravdy je u východních filozofických škol mnohem hlubší[zdroj?] než u západních filozofií, který je založen na sokratovském typu diskuse, sporu a argumentace.

## Analytická metodika
V njája sútrách vysvětlil Akšapáda Gautama pravděpodobně ve 2. století př. n. l. 16 způsobů analytické metodiky založené na rozboru, kterým je možné ověřit správnost procesu získávání vědomostí: 1. vjemy, 2. domněnka, 3. srovnání, 4. svědectví, 5. předmět, 6. argumentace, 7. důvod, 8. ukázka, 9. princip, 10. dedukce, 11. diskuse, 12. polemika, 13. hana, 14. závěr, 15. dvojsmyslné tvrzení, 16. neplatné tvrzení.

## Subjektivní metody
Na rozdíl od západních filozofických směrů kladou východní filozofické školy důraz na vědění, tj. poznávání sama sebe subjektivními (meditativními) metodami. To ale nejde na úkor objektivnosti těchto metod, které jsou popsány v ortodoxních filozofických školách indické filozofie (njája, vaišéšika, sánkhja, jóga, mímánsá a védánta). U východních filozofických škol je hranice mezi náboženstvím a filozofií mnohem menší než u objektivních (vědeckých) metod poznávání západních filozofických směrů, kde je zase mnohem menší hranice mezi ideologií a filozofií. Posuzujeme-li například jógu jenom z pohledu jedné její součásti, která je na západě známá pod názvem hatha jóga, není možné považovat jógu za filozofii. Jóga jako celek, tak jak ji popsal Pataňdžali, ale filozofie je. Podle filozofie jógy je pravou podstatou života bytí(sat), vědomí (čit) a blaho (ánanda). S touto podstatou se jogín na konci své cesty trvale ztotožní, což se nazývá osvícení nebo osvobození (mókša). Povaha tohoto ztotožnění je v různých školách indické filozofie) různě definována.

## Východní filozofické školy
- Čínská filozofie
  - čínský konfucianismus
  - čínský taoismus
- Indická filozofie
  - upanišady
  - sánkhja
  - mímánsá
  - védánta
  - hinduismus
  - buddhistická filozofie
  - džinismus
- Japonská filozofie
  - japonský zen
  - japonský šintoismus
- Korejská filozofie
  - korejský buddhismus
  - korejský son
  - korejské čchondogjo
- Tibet
  - tibetský buddhismus
- Vietnam
  - vietnamský caodeismus
- (Islámská filozofie
  - arabský islamismus)